# Guacá
Guacá è un comune (corregimiento) della Repubblica di Panama situato nel distretto di David, provincia di Chiriquí. Si estende su una superficie di 69,2 km² e conta una popolazione di 1.891 abitanti (censimento 2010).